# 永松健夫
永松 健夫（ながまつ たけお、本名：永松 武雄、1912年〈明治45年〉3月1日 - 1961年〈昭和36年〉11月17日）は、日本の紙芝居作家、絵物語作家。『黄金バット』の造形を生み出したことで有名。

## 来歴
大分県出身。戦前は紙芝居作家として活動し、1930年（昭和5年）、鈴木一郎脚本の紙芝居『黒バット』内で初めて黄金バットの絵を描く。戦後には主に少年雑誌向けの絵物語を執筆。田代寛哉（田代かんや）の妹と結婚する。この結婚で、のちの人形劇団プーク代表曽根喜一（小曽根喜一）の妻で作家の田代巴（田代ともえ）が義理の妹になる。1961年（昭和36年）、胃癌で死去。

## エピソード
上京後は足立区島根町に暮らし、北野家の近所だったと、北野大が自伝に記している。

## 主な作品
- 黄金バット
- アトム騎士
- 花も嵐も